# Bernardus Brouwer

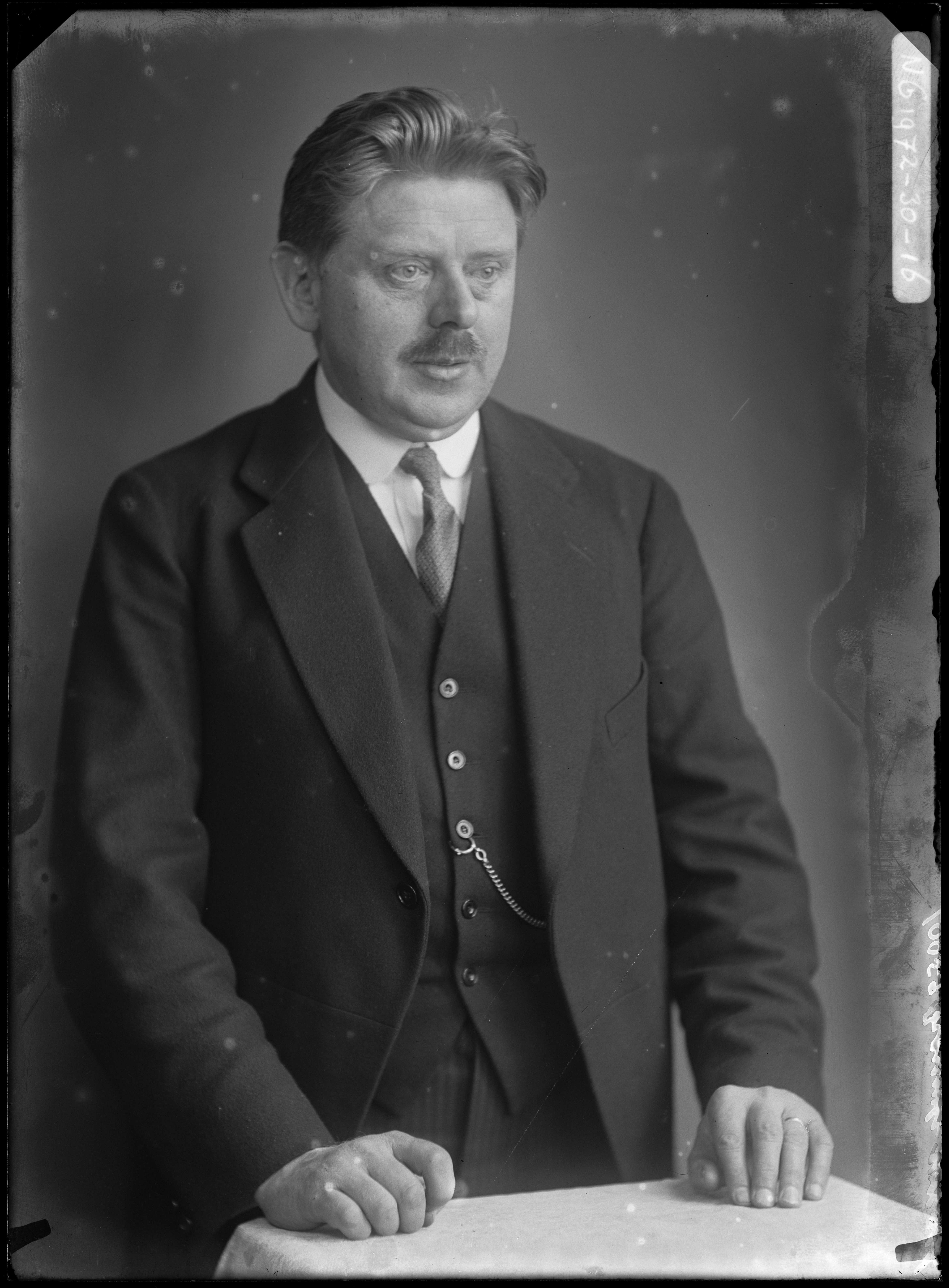
Bernardus Brouwer (1881–1949)

Bernardus Brouwer (* 23. März 1881 in Amsterdam; † 1. November 1949 ebenda) war ein niederländischer Neurologe und Hochschullehrer.

## Leben
Bernardus Brouwer studierte an der Universität von Amsterdam Medizin, bestand 1906 das Medizinexamen und promovierte am 12. März 1909 in Amsterdam bei Cornelis Winkler (1855–1941) mit seiner Dissertation Over Doofstomheid en de acustische banen. Im Jahr 1912 wurde er stellvertretender Direktor am Zentralinstitut für Hirnforschung und für seine Leistungen 1920 mit der Goldenen Ramaer-Medaille der niederländischen Vereinigung für Psychiatrie und Neurologie ausgezeichnet. Im Jahr 1923 besetzte er in der Nachfolge von Johannes Wertheim-Salomonson (1864–1922) den Lehrstuhl für Neurologie an der Universität Amsterdam, auf dem er in der Folge bis zu seiner Verabschiedung am 1. April 1946 wirkte. Im Zeitraum 1940/1941 war er Rektor magnificus der Universität.
Bernardus Brouwer wurde am 18. Mai 1926 in die Königlich Niederländische Akademie der Wissenschaften und unter der Präsidentschaft des Schweizer Physiologen Emil Abderhalden im Jahr 1936 als Mitglied in die Deutsche Akademie der Naturforscher Leopoldina aufgenommen.

## Schriften (Auswahl)
- Over doofstomheid en de akustische Banen. Dissertation, Amsterdam 1909